# Lucha de Sanrizuka
La lucha de Sanrizuka (三 里 塚 闘 争, Sanrizuka tōsō) se refiere a un conflicto civil que involucra al gobierno japonés y la comunidad agrícola de Sanrizuka, que comprende la oposición organizada de agricultores, residentes locales y grupos de izquierda a la construcción del Aeropuerto Internacional de Narita (entonces Nuevo Tokio Aeropuerto Internacional). La lucha se derivó de la decisión del gobierno de construir el aeropuerto en Sanrizuka sin la participación o el consentimiento de la mayoría de los residentes del área.
La lucha fue dirigida por la Liga de Oposición Unida Sanrizuka-Shibayama contra la construcción del aeropuerto de Narita (三 里 塚 芝山 連 合 空港 反 対 同盟, Sanrizuka-Shibayama Rengo Kūkō Hantai Dōmei), que los lugareños formaron bajo el liderazgo de partidos de oposición Partido Comunista y Partido Socialdemócrata. El grupo se radicalizó y la lucha provocó importantes retrasos en la apertura del aeropuerto, así como muertes en ambos lados.
En su apogeo, el sindicato movilizó a 17.500 personas para una manifestación general, mientras que miles de policías antidisturbios fueron convocados en varias ocasiones.

## Historia regional
La región norte de la prefectura de Chiba había sido tierra de cultivo desde c. 700, cuando el emperador ordenó la creación de pastos para caballos y ganado allí. La meseta de Shimōsa, que cubre la mayor parte de la parte norte de la prefectura, ha estado activa en la agricultura durante siglos. Las aldeas que realizaban trabajos agrícolas en la región desde el período Edo se llamaban koson (古村, "aldea vieja"). La jurisdicción de los magistrados imperiales de Edo no llegó a estos pueblos, lo que se dice que fomentó el desafío a la autoridad política como una característica de la región. Los movimientos, sindicatos y huelgas de agricultores prosperaron aquí por encima de cualquier otro lugar de la prefectura.

## Orígenes de la lucha
En la década de 1960, las demandas de la aviación japonesa aumentaron drásticamente con su rápido crecimiento económico. Se predijo que el Aeropuerto Internacional de Tokio (Aeropuerto de Haneda) alcanzaría su capacidad en 1970. Por muchas razones logísticas, expandir Haneda no era una opción. En cambio, el gabinete de Ikeda comenzó a planificar un segundo aeropuerto internacional, tomando una decisión formal del gabinete el 16 de noviembre de 1962.
En junio de 1963, el Ministerio de Transporte elaboró planes para el "Nuevo Aeropuerto Internacional de Tokio", que preveía un aeropuerto que abarcaría unas 2300 hectáreas (23 km²; 8,9 millas cuadradas). Las áreas consideradas para el sitio incluyen Tomisato, Yachimata y varias otras aldeas en la prefectura de Chiba y la prefectura de Ibaraki. En diciembre de 1963, el informe del Consejo de Aviación al Ministro de Transporte Kentarō Ayabe  recomendó el área de Tomisato, sin hacer referencia a la cuestión de la adquisición de tierras.
El 18 de noviembre de 1965, el gabinete de Eisaku Satō tomó una decisión tentativa informal de construir el aeropuerto en Tomisato, que el secretario jefe del gabinete, Tomisaburō Hashimoto, anunció inesperadamente en una conferencia de prensa. El área proyectada del aeropuerto equivalía a la mitad de Tomisato, y su construcción significaría la desaparición de muchas aldeas agrícolas. Además, debido a que el uso de aviones en ese momento aún no era común entre el público en general, la gente consideraba que los aeropuertos eran interrupciones que cargaban los entornos circundantes con contaminación acústica y otros problemas. Los movimientos de oposición ya habían surgido en cada uno de los posibles sitios de construcción, como el Sindicato Anti-Aeropuerto Tomisato-Yachimata formado en 1963. Los agricultores locales expresaron su indignación por la naturaleza unilateral de la decisión y se aliaron con los partidos de oposición (Partido Comunista Japonés y Partido Socialdemócrata de Japón). También hubo resistencia por parte de los organismos públicos locales que no habían sido informados de los acontecimientos, lo que llevó a la suspensión temporal de la decisión del gabinete.

## Oposición continua
Con la apertura del aeropuerto, el lema del sindicato se cambió de "Prevención segura del aeropuerto" a "Abolición del aeropuerto / Parada de la construcción de la segunda fase". Issaku Tomura, el líder y pilar psicológico del sindicato, pronto murió de enfermedad y, combinado con la realidad del éxito del aeropuerto, esto llevó a que muchos participantes del sindicato se retiraran. Con el tiempo, los partidarios anteriores del sindicato, grupos de estudiantes y de izquierda, se hicieron cargo.
Las autoridades pensaron que era imposible proteger el aeropuerto de los ataques de militantes y al mismo tiempo adquirir el terreno de la segunda fase, lo que llevó a negociaciones entre bastidores entre el gobierno y los miembros del sindicato. Sin embargo, las negociaciones fracasaron después de ser filtradas a los medios de comunicación, lo que resultó en el acoso de los líderes sindicales y el sindicato se disolvió en el caos. La acción destructiva contra el aeropuerto continuó por parte de grupos escindidos, con más de 511 incidentes de guerrilla registrados entre 1978 y 2017.